# ادوین دی. مورگان
ادوین دی. مورگان (به انگلیسی: Edwin D. Morgan) سناتور سابق عضو حزب جمهوری‌خواه ایالات متحده آمریکا بود. وی در سال ۱۸۶۳ تا ۱۸۶۹ میلادی سناتور ایالت نیویورک در سنای ایالات متحده آمریکا بود.